# Euleptes europaea
Genre
Espèce
Synonymes
- Phyllodactylus europaeus Gené, 1839
- Phyllodactylus wagleri Fitzinger, 1843
- Phyllodactylus doriae Lataste, 1877

Statut de conservation UICN

 NT  : Quasi menacé
Euleptes europaea, unique représentant du genre Euleptes, est une espèce de geckos de la famille des Sphaerodactylidae.

## Répartition
Cette espèce se rencontre :
- en Italie ;
- en France dans les îles d'Hyères, l'Île d'If et en Corse ;
- en Sardaigne ;
- en Tunisie ainsi que sur les îles de Cani et de La Galite.

## Habitat
Ces reptiles vivent dans un climat méditerranéen, c'est-à-dire des températures assez fortes en été, avec une hygrométrie modérée, et des hivers cléments. On le rencontre dans les rochers et sur les arbres, caché la journée dans des endroits plus frais et humides. On le rencontre également près des habitations humaines. On peut parfois le trouver relativement haut, jusqu'à un millier de mètres d'altitude.

## Description
C'est un reptile nocturne (et parfois crépusculaire) relativement petit, assez mince avec une queue relativement longue. Après une perte de queue, celle-ci repousse avec un aspect différent, généralement plus épaisse. L'animal est de couleur marron-beige marbré de marron plus sombre ou de gris (la couleur peut varier selon l'âge, les individus et la période de la journée). Les mâles présentent un renflement à la base de la queue, logement des hémipénis.
Cette espèce est également capable de vocaliser.
Cet animal est insectivore et consomme de petits insectes et autres arthropodes terrestres ou volants, en bondissant sur eux pour les attraper.
La femelle pond de une à trois séries de deux œufs mesurant environ un centimètre. Ces œufs sont collés sur des supports comme des pierres, généralement à l'abri. L'incubation dure entre huit et quinze semaines dans les conditions naturelles. Les petits sont de faible taille à la naissance, et ne dépassent pas quelques centimètres.

## Protection
Espèce classée en annexe 2 de la convention de Berne et donc interdite en captivité (à part d'éventuelles autorisations pour des organismes de recherche ou de protection de la faune).

## Étymologie
Le nom de ce genre, Euleptes, vient du grec ευ, « bien, vrai », et de λεπτος, « mince, maigre ».
Le nom spécifique, europaea, vient du latin europaeus, d'Europe. Le nom europaea est féminin, car Euleptes l'est et il y a donc accord.

## Publications originales
- Fitzinger, 1843 : Systema Reptilium, fasciculus primus, Amblyglossae. Braumüller et Seidel, Wien, p. 1-106. (texte intégral).
- Gené, 1839 : Synopsis reptilium Sardiniae indigenoruni. Memorie della Reale Accademia delle Scienze di Torino, vol. 1, p. 257-285 (texte intégral).